# Членистобрюхие
Членистобрюхие пауки, или лифистиоморфные пауки (лат. Mesothelae) — подотряд пауков, который противопоставляют всем другим современным паукам (Opisthothelae): мигаломорфным и аранеоморфным. Группа насчитывает около 90 современных видов, объединяемых в семейство Liphistiidae. Обитают в Юго-Восточной Азии, Китае и Японии. Размеры тела — 11—35 мм. Liphistiidae живут в закрывающихся крышкой-люком земляных норках, от которых расходятся сигнальные нити (кроме подсемейства Heptathelinae).

## Строение
Брюшко (опистосома) представителей этой группы обладает наружной сегментацией: на нём сохраняются по пять оформленных тергитов и стернитов (спинных и брюшных стенок сегментов). Стернит головогруди (просомы) узкий. Членистобрюхие обладают рядом других архаичных черт, таких как наличие двух пар лёгочных мешков и четырёх пар паутинных бородавок с членистым строением (две срединные пары функционируют только у молодых особей).
Хелицеры этих пауков имеют плагиогнатное строение: первые (базальные) членики их не направлены вниз, как у других пауков, а расставлены в стороны. Такие хелицеры считают эволюционно более продвинутыми, чем ортогнатные хелицеры мигаломорфных и абажуровых пауков.

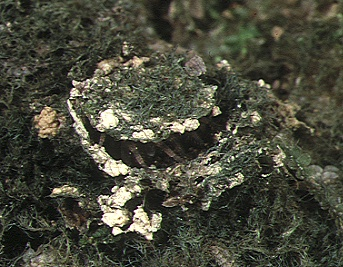
Прикрытая крышкой-люком норка паука Heptathela kimurai с острова Окинава (Япония)

## Таксономия
Семейство Liphistiidae включает 8 родов:
- Ganthela Xu & Kuntner, 2015 — Китай (7 видов)
- Heptathela Kishida, 1923 — Китай, Вьетнам, Япония (10 видов)
- Liphistius Schiødte, 1849 — Юго-Восточная Азия (50 видов)
- Qiongthela Xu & Kuntner, 2015 — Китай, Вьетнам (3 видов)
- Ryuthela Haupt, 1983 — острова Рюкю (5 видов)
- Sinothela Haupt, 2003 — Китай (4 вида)
- Songthela Ono, 2000 — Китай (11 видов)
- Vinathela Ono, 2000 — Китай, Вьетнам (6 видов)

Ископаемые членистобрюхие пауки известны с каменноугольного периода:
- Arthrolycosidae Frič, 1904 — 3 вида, 2 рода;
- Arthromygalidae Petrunkevitch, 1923 — 9 видов, 8 родов;
- Pyritaraneidae Petrunkevitch, 1953 — 3 вида, 2 рода;
- incertae sedis
  - Palaeothele Selden, 2000 — 1 вид.